# Bataille navale solitaire
Pour les articles homonymes, voir Bimaru et Bataille navale (homonymie).

Exemple d'une bataille navale solitaire résolue.

La bataille navale solitaire, aussi appelée bimaru, est un jeu de logique basé sur la bataille navale. 
Le but du puzzle est de trouver les navires cachés dans un terrain de jeu. Le nombre en face de chaque ligne et colonne indique combien de cases sont couvertes par des navires (ou des parties de navires). Les navires ne doivent pas se toucher, ni horizontalement, ni verticalement, ni en diagonale. Cela signifie que chaque navire doit être complètement entouré d'eau ou bien en bord de grille,.